# Glitch (Fernsehserie, 2022)
Glitch (koreanischer Originaltitel: 글리치) ist eine südkoreanische Serie, die von Studio 329 für Netflix umgesetzt wurde. Die Serie wurde am 7. Oktober 2022 weltweit auf Netflix veröffentlicht.

## Handlung
Der Freund von Hong Ji-hyo verschwindet auf unerklärliche Art und Weise über Nacht. Hong Ji-hyo versucht daraufhin, ihn mit Hilfe der Mitglieder eines UFO-Clubs, zu denen auch Heo Bo-ra zählt, wiederzufinden. Dabei werden sie mit mysteriösen Ereignissen konfrontiert, die nicht von dieser Welt sind.

## Besetzung und Synchronisation
Die deutschsprachige Synchronisation entstand nach den Dialogbüchern von Johanna Magdalena Schmidt sowie unter der Dialogregie von Nicolai Tegeler durch die Synchronfirma RRP Media in Berlin.
| Rolle                    | Schauspieler   | Synchronsprecher      |
| ------------------------ | -------------- | --------------------- |
| Hong Ji-hyo              | Jeon Yeo-been  | Janina Isabell Batoly |
| Hong Ji-hyo (Jugendlich) | Shin Rin-ah    | Julia Bautz           |
| Heo Bo-ra                | Nana           | Marija Mauer          |
| Heo Bo-ra (Jugendlich)   | Jo Ye-rin      | Jana Dunja Gries      |
| Lee Si-guk               | Lee Dong-hwi   | Bastian Sierich       |
| Oh Se-hee                | Choi Soo-im    | Ilona Otto            |
| Ma Hyung-woo             | Kim Nam-hee    | Dirk Stollberg        |
| Kim Byung-jo             | Ryu Kyung-soo  | Amadeus Strobl        |
| Hong Joon-sik            | Jeon Bae-soo   | Sven Brieger          |
| Goo Hye-yeon             | Kim Gook-hee   | Petra Hartung         |
| Captain Price            | Tae Won-seok   | Rainer Fritzsche      |
| Kim Dong-hyuk            | Lee Min-goo    | Valentin Stilu        |
| Cho Philip               | Park Won-seok  | Matthias Busch        |
| Seo Hwa-jung             | Baek Joo-hee   | Nora Kunzendorf       |
| Sister Back              | Moon Ki-young  | Anke Hillenbrand      |
| Brother Oh               | Park Joo-yong  | Martin Gleitze        |
| Brother Han              | Bong Gi-han    | Tilmar Kuhn           |
| Natalie Park             | Lee Na-ra      | Anna Amalie Blomeyer  |
| Sung-ju                  | Park Sung-yeon | Nina Niknafs          |
| Dr. Song                 | Jeong Gyoo-soo | Andreas Müller        |
| Baek Yoon-sun            | Son Sook       | Eva-Maria Werth       |
| Kim Young-gi             | Jung Da-bin    | Lisa Mattiuzzo        |
| Joseph                   | Ma Sung-min    | Benjamin Stöwe        |
| Direct Kim               | Ko Chang-seok  | Nikolaus Gröbe        |
| Brother Kim              |                | Daniel Johannes       |
| Volontärin               |                | Lisa Braun            |
| Volontärin               |                | Katja Hiller          |
| Volontär                 |                | Daniel Kröhnert       |
| Gläubiger                |                | Mario Klischies       |
| Gläubige                 |                | Daniella Erdmann      |
| Mr. Park                 |                | Vlad Chiriac          |
| Job                      |                | Stephan Baumecker     |
| Chief Park               |                | Jörg Pintsch          |

## Episodenliste
| Nr.                                                                         | Deutscher Titel | Originaltitel |
| --------------------------------------------------------------------------- | --------------- | ------------- |
| 1                                                                           | Folge 1         | 1화           |
| 2                                                                           | Folge 2         | 2화           |
| 3                                                                           | Folge 3         | 3화           |
| 4                                                                           | Folge 4         | 4화           |
| 5                                                                           | Folge 5         | 5화           |
| 6                                                                           | Folge 6         | 6화           |
| 7                                                                           | Folge 7         | 7화           |
| 8                                                                           | Folge 8         | 8화           |
| 9                                                                           | Folge 9         | 9화           |
| 10                                                                          | Folge 10        | 10화          |
| Am 7. Oktober 2022 wurden alle Folgen der Serie bei Netflix veröffentlicht. |                 |               |